# Джонатан Моя
Джонатан Моя (ісп. Jonathan Moya, нар. 6 січня 1992, Сан-Хосе) — костариканський футболіст, нападник «Сапрісси».

## Клубна кар'єра
Народився 6 січня 1992 року в Сан-Хосе (Коста-Рика).
Вихованець клубу «Сапрісса» з рідного міста. Розпочав грати у футбол за дублюючу команду «Сапрісса Корасон», а також здавався в оренду в «Сантос Гуапілес»  та «Уругвай де Коронадо».
З грудня 2014 року став виступати за першу команду «Сапрісси». В серпні 2015 року був відданий в оренду в іспанську «Уеску» з Сегунди, де мав провести наступний сезон, проте на полі з'являвся вкрай рідко і вже в кінці року завчасно покинув Іспанію, повернувшись врідну команду.
Влітку 2016 року недовго пограв на правах оренди за «Універсідад де Коста-Рика», після чого 31 серпня 2016 року на правах оренди на сезон перейшов до кропивницької «Зірки». Також кропивницька команда отримала право першочергово викупу гравця.. У лютому 2017 року залишив команду.

### Збірна
Виступав за юнацьку та молодіжну збірні Коста-Рики.
13 вересня 2014 року Джонатан дебютував у національній збірній, вийшовши на заміну замість Давіда Раміреса в компенсований час фінального матчу Центральноамериканського кубка проти Гватемати. Цей матч Коста-Рика виграла 2:1 і Моя відразу здобув свій перший трофей зі збірною. У червні наступного року вдруге з'явився на полі у формі збірної в товариській грі з Колумбією (0:1).

## Досягнення
- Володар Центральноамериканського кубка: 2014